# Jan Antoni Witkowski
Jan Antoni Witkowski pseud. „Jaś” (ur. 20 listopada 1931 w miejscowości Zaskocz-Wąbrzeźno) – polski działacz kombatancki, uczestnik powstania warszawskiego, wiceprezes Zarządu Głównego Związku Kombatantów Rzeczypospolitej Polskiej i Byłych Więźniów Politycznych (ZKRPiBWP).

## Życiorys
Przyszedł na świat jako syn Włodzimierza i Zofii z domu Miech. W latach 1941–1943 mieszkał w Kolbuszowej. W trakcie okupacji niemieckiej jego ojciec należał do konspiracji w ramach Armii Krajowej. W trakcie powstania warszawskiego został zarekomendowany przez ojca do Batalionu „Iwo”, gdzie pod pseudonimem „Jaś” pełnił funkcje łącznika w 3. plutonie 1. kompanii saperów batalionu „Iwo”, wchodzącego w skład Obwodu „Radwan”. Jako łącznik służył na terenie Śródmieścia Południowego. Po upadku powstania trafił jako jeniec do Stalagu X B Sandbostel. Brał również udział w odgruzowywaniu Grosbostel obok Hamburga po alianckich nalotach. 
Pod koniec grudnia 1946 powrócił do Polski. Ukończył Technikum Kolejowe w Warszawie. Był również aktywnym sportowcem. W czasie pełnienia zasadniczej służby wojskowej był zawodnikiem CWKS „Legia”. Pracował w Przedsiębiorstwie Automatyki Przemysłowej w warszawskiej Falenicy. Od 1989 należy do Związku Powstańców Warszawskich, gdzie pełnił funkcję prezesa środowiskowego koła żołnierzy Batalionu AK IWO-Ostoja. W 2018 został członkiem Zarządu Głównego Związku Kombatantów Rzeczypospolitej Polskiej i Byłych Więźniów Politycznych i skarbnikiem, a następnie wiceprezesem Związku, będącego wówczas największą organizacją kombatancką w Polsce. 

## Odznaczenia
- Złoty Krzyż Zasługi - (2014) [6].
- Warszawski Krzyż Powstańczy
- Krzyż Armii Krajowej
- Medal Zwycięstwa i Wolności
- Medal za Warszawę 1939-1945
- Medal "Pro Bono Poloniae" [7]